# Kölner Kantorei
Die Kölner Kantorei ist ein deutscher gemischter Chor.

## Geschichte
Der Chor wurde 1968 in Köln von Volker Hempfling gegründet, der seitdem auch ihr Leiter war. Ab dem Jahr 2015 übernahm Georg Hage die Leitung des Chores. Der Chor hat sich auf die A-cappella-Literatur mit Schwerpunkt Romantik und Gegenwart spezialisiert. Seit einigen Jahren liegt der Schwerpunkt der Chorarbeit auf der Interpretation inhaltlich verknüpfter Werke. So sind Programme wie „EUROPÄISCHE KIRCHENMUSIK IN FORM EINER MESSE“, „DAS BUCH DER PSALMEN“ und „LUX AETERNA“ entstanden.
Daneben ist die Kölner Kantorei gemeinsam mit acht weiteren Chören der Stadt im Arbeitskreis Kölner Chöre an einer bundesweit einmaligen Kooperation beteiligt.
Im November 1998 gewann der Chor den 1. Preis in der Kategorie „Polyphonie“ beim 30. Internationalen Chorwettbewerb im spanischen Tolosa.
Im Herbst 1999 unternahm er eine Konzerttour in die USA (7 a-cappella-Konzerte) mit Unterstützung des Deutschen Musikrates, bei dem er sieben A-cappella-Konzerte gab und in Washington D.C. im Rahmen der Feierlichkeiten zum 10. Jahrestag des Mauerfalls sang.
Am Heiligen Abend 1999 nahm der Chor am internationalen Festival „Bethlehem 2000“ teil. Bei den Ruhrfestspielen in Recklinghausen arbeitete er bei der Uraufführung des Musiktheater „Kanaan“ des palästinensischen Komponisten Patrick Lama mit.

## Diskographie
- Bach, Johann Sebastian – Johannes-Passion BWV 245 (Version IV 1739 / 1749) – Leonardy, Sandhoff, Türk, Brechbühler, Mertens, Johann Christian Bach-Akademie, Hempfling – 2 CDs
- D. Fanshaw: African Sanctus – Oraniensteiner Konzerte, Edition Klassik 2003
- Musik zum Advent – Maria durch ein Dornwald ging – Ars Produktion, 2002
- Lux aeterna – Das Himmlische in der Chormusik des 20. Jahrhunderts – Ars Produktion, 2002
- Buch der Psalmen – Vertonungen des 20. Jahrhunderts – Ars Produktion, 2001
- Poulenc: Stabat Mater & Gloria – Ars Produktion, 1998
- Brahms: „Ein Deutsches Requiem“ – Konzert der Kölner Kantorei zum Gedenken an die Opfer des 2. Weltkriegs – Kölner Kantorei, 1995
- Martin: In Terra Pax – Oratorio breve für fünf Solisten, zwei gemischte Chöre und Orchester – Ursina motette, 1993
- Martin: Messe – Für zwei vierstimmige Chöre – Kölner Kantorei/Westdeutscher Rundfunk, 1990
- „Lore-Ley“ – Deutsche Volkslieder – Carus, 2008

## Hörbeispiele
- Heinrich Kaminski: Aus der Tiefe rufe ich, Herr (1. Satz, 1:35 Min., 750 kB) (Memento vom 27. September 2007 im Internet Archive)
- Hugo Distler: Singet dem Herrn ein neues Lied (Ausschnitt, 1:36 Min., 752 kB) (Memento vom 27. September 2007 im Internet Archive)
- Vytautas Miskinis: Cantate Domino (Ausschnitt, 1:20 Min., 627 kB) (Memento vom 27. September 2007 im Internet Archive)